# Heterocope septentrionalis
Heterocope septentrionalis är en kräftdjursart som beskrevs av Juday och Richard Anthony Muttkowski 1915. Heterocope septentrionalis ingår i släktet Heterocope och familjen Temoridae. Inga underarter finns listade i Catalogue of Life.